# Transformatie (wiskunde)
In de wiskundige verzamelingenleer is een transformatie een (partiële) functie van een verzameling naar zichzelf, met andere woorden: een relatie
{\displaystyle R\subset A\times A}
met de eigenschap dat iedere {\displaystyle a\in A} hoogstens eenmaal optreedt als beginpunt van een koppel van de relatie.

## Elementaire voorbeelden
"Verdubbeling" en "halvering" zijn transformaties van de gehele getallen {\displaystyle \mathbb {Z} }. De eerste is een totale functie (afbeelding), de tweede is slechts een partiële functie.
De identieke transformatie van een verzameling {\displaystyle A} bestaat uit alle identieke koppels {\displaystyle (a,a)} van elementen van {\displaystyle A}.
In een constante of constante transformatie hebben alle koppels hetzelfde tweede lid ("eindpunt").
In de vlakke meetkunde treden de volgende voorbeelden op van transformaties van het vlak: projecties, verschuivingen, puntspiegelingen en algemene draaiingen, spiegelingen, homothetieën en afschuivingen.

## Samenstelling
De samengestelde relatie van twee transformaties {\displaystyle T} en {\displaystyle U} van een verzameling {\displaystyle A} is opnieuw een transformatie van {\displaystyle A}. De volgorde is daarbij van belang 
{\displaystyle T\circ U} en {\displaystyle U\circ T}
kunnen best verschillend zijn.

## Functietransformaties
De transformaties die in onderstaande secties beschouwd worden, zijn in feite meta-afbeeldingen die een functie, een element uit een collectie van functies, afbeelden op een functie uit een (eventueel) andersoortige collectie van functies.

### Laplacetransformatie
De laplacetransformatie wordt gebruikt om differentiaalvergelijkingen met randvoorwaarden op te lossen.
Ze wordt ook gebruikt bij het bestuderen van lineaire tijdsinvariante systemen.

### Z-transformatie
De Z-transformatie wordt veelal gebruikt om rijen en reeksen op te lossen in de wiskunde maar is eigenlijk ontworpen om voor discrete waarden toch de Laplacetransformatie te kunnen doorvoeren.

### Fouriertransformatie
De fouriertransformatie wordt toegepast op continue functies met als domein {\displaystyle \mathbb {R} } die niet te snel stijgen als {\displaystyle x} naar {\displaystyle \pm \infty } gaat. Er bestaat ook een algemene fouriertransformatie op tamme distributies, dat is een verzameling die niet alleen echte functies bevat.
- Opmerking: naast deze continue Fouriertransformatie bestaat er een variant die werkt op functies die als domein een deel-interval van de gehele getallen hebben: de DFT. De FFT is een implementatievorm van de DFT. De inverse transformatie is de IDFT.